# Servizio militare femminile

Manifesto del Women's Army Corps del 1942

Il servizio militare femminile indica, in alcuni Stati del mondo, la facoltà o l'obbligo all'esercizio da parte di un cittadino di sesso femminile di prestare, per un periodo di tempo prestabilito, servizio militare presso le forze armate.

## Storia
Durante la seconda guerra mondiale, diversi paesi impiegarono le donne in servizi ausiliari, come gli Stati Uniti (WAVES dell'US Navy) e il Regno Unito (Women's Royal Naval Service), o addirittura, come l'URSS, anche in combattimento (dopo il precedente della Russia imperiale, in cui molti battaglioni femminili furono formati alla fine della prima guerra mondiale). Anche in età moderna sono esistite diverse donne che hanno prestato servizio negli eserciti e nelle varie marine, talvolta anche come mercenarie (celebre il caso di Catharina Margaretha Linck) spacciandosi per maschi (addirittura diventando ufficiali, come Francesca Scanagatta), in rari casi (soprattutto nella Francia rivoluzionaria) come donne soldato che non nascosero il loro genere (celebre fu il caso di Marie-Thérèse Figueur). Molto più rari i reparti femminili, tra cui però va annoverato il battaglione femminile della Repubblica senese. In Italia solo nella Repubblica sociale italiana fu creato il Servizio Ausiliario Femminile.

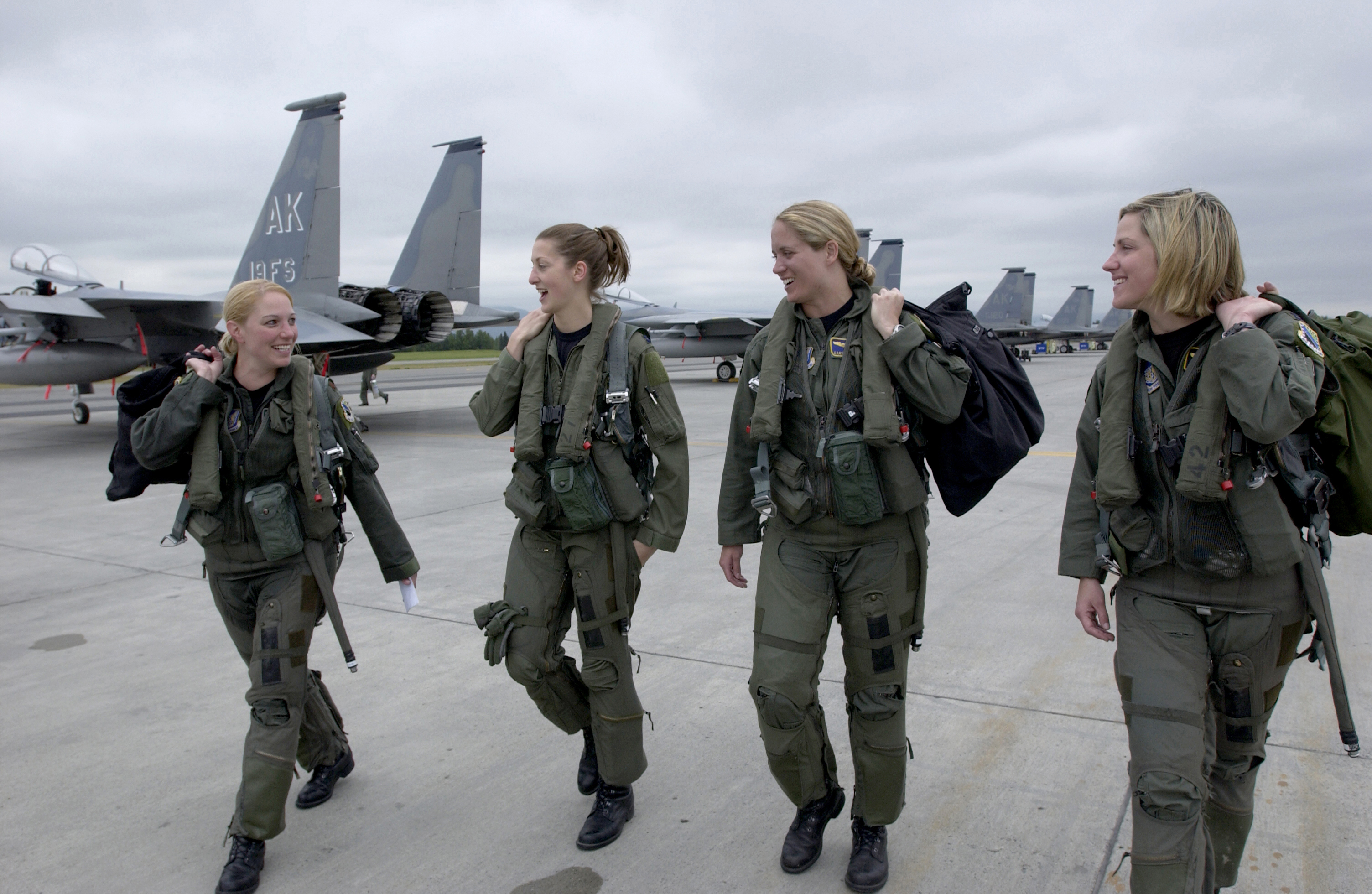
Donne pilota dell'US Air Force

A partire dagli anni 1970, gli eserciti occidentali hanno cominciato ad ammettere le donne al servizio attivo. Solo alcuni di loro permettono alle donne di ricoprire ruoli di combattimento attivo, tra cui Australia, Nuova Zelanda, Canada, Danimarca, Finlandia, Francia, Italia, Germania, Norvegia, Israele, Serbia, Stati Uniti, Svezia e Svizzera.

## Nel mondo

### Danimarca
La Danimarca ha esteso l'obbligo di servizio militare alle donne a partire dal 1° luglio 2025.

### Israele
In Israele, il servizio militare femminile è obbligatorio e dura 24 mesi (contro i 36 degli uomini), sebbene siano esonerate le donne fortemente osservanti. Alcuni reparti combattenti, come il 33º Battaglione "Caracal", sono composti in maggioranza da donne.

### Italia

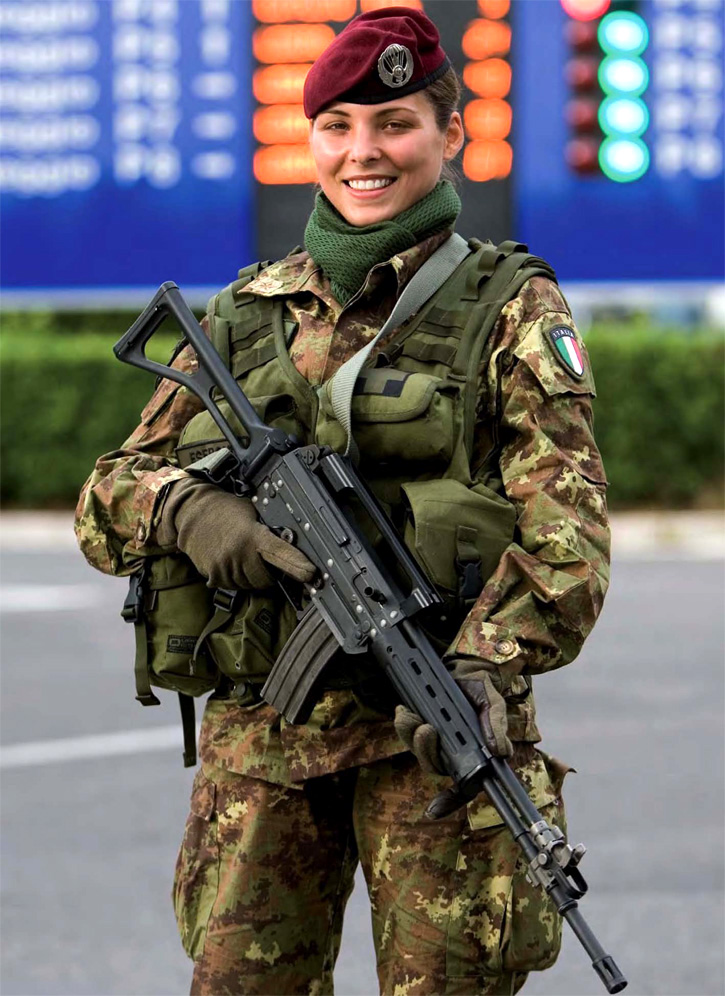
Paracadutista italiana della "Brigata paracadutisti "Folgore"" in servizio a Torino nel 2006 durante i XX Giochi olimpici invernali

L'impiego delle donne in guerra era previsto solo nel Corpo delle infermiere volontarie della Croce Rossa Italiana, nato nel 1908, e nel Corpo delle infermiere volontarie dell'ACISMOM nato nel 1940, corpi ausiliari delle forze armate. 
Durante la seconda guerra mondiale la Repubblica Sociale Italiana istituì un "Corpo femminile volontario" per i servizi ausiliari delle forze armate (le cui appartenenti erano genericamente chiamate "ausiliarie"), comandato dal generale di brigata Piera Gatteschi Fondelli. Nel decreto ministeriale d'istituzione, si metteva in chiaro che l'esistenza dello stesso era limitata unicamente al tempo di guerra. L'equivalente, nel Regno del Sud cobelligerante con gli Alleati, era il CAF, Corpo di Assistenza Femminile, anche questo sciolto alla fine delle ostilità. Le appartenenti al corpo erano equiparate al grado di sottotenente e indossavano uniformi militari di produzione inglese.
Nel 1959 nacque poi il Corpo di Polizia femminile, civile ma inserito in un ordinamento militare, allora vigente per la polizia. Diadora Bussani fu la prima donna italiana ad aver presentato la domanda di ammissione all'Accademia navale di Livorno nel 1981. Dopo essere stata esclusa dal bando di concorso per potervi accedere, il tribunale amministrativo regionale ne accolse il ricorso, tuttavia il Consiglio dello Stato ne annullò la decisione. La speranza di potersi arruolare nasceva dalla legge n. 66 del 1963 che permetteva l'impiego femminile nei pubblici uffici senza limiti alla carriera, evidentemente escludendo le mansioni militari in quanto si riteneva fosse necessario tener conto delle naturali diversità biologiche fra uomo e donna. Quando la vicenda divenne pubblicamente nota, la United States Navy le concesse simbolicamente l'arruolamento, che le venne conferito il 2 novembre 1982.
Il servizio militare femminile effettivo, su base volontaria, è stato introdotto con la legge delega 20 ottobre 1999, n. 380, attuata poi con un paio di provvedimenti legislativi: il d.lgs. 31 gennaio 2000, n. 24 e il Decreto del Presidente del Consiglio dei Ministri 16 marzo 2000, n. 112.  Le norme stabilirono la possibilità di arruolamento delle donne. I primi arruolamenti avvennero nel 2000; ciò ha fatto dell'Italia l'ultimo paese membro della Nato a consentire l'ingresso delle donne nelle forze armate. Dal 2000 le donne sono presenti all'interno di tutte le forze armate italiane e nella Guardia di Finanza, e impiegate anche nelle missioni militari italiane all'estero. Nell'esercito italiano, il 235º Reggimento fanteria "Piceno" è il centro addestramento femminile.
Nel 2013, Laura De Benedetti ha indossato l'uniforme di generale dei carabinieri, ma proveniva dai ranghi della Polizia. Nel 2019, sono circa 16.000 le donne nelle forze armate italiane.

### Paesi Bassi
Nei Paesi Bassi, dove - come in Italia - il servizio di leva è sospeso ma non abolito dal 1997, a partire dal 2018 anche le ragazze vengono iscritte al diciottesimo compleanno nelle liste di leva e ricevono come i loro coetanei maschi una lettera che le informa che fino al compimento dei 45 anni, potranno essere chiamate alle armi in caso di guerra.

### Pakistan
L'Esercito pakistano costituì alcune unità femminili nel 1948, impiegando le donne in ruoli connessi ai servizi sanitari, logistici e amministrativi ma non in settori legati al combattimento; le donne ebbero progressivamente accesso a tutti i ruoli del Corpo medico dell'esercito, compresi i più apicali, e dal 2002 alcune di loro hanno conseguito i gradi di generale.
L'Aeronautica militare pakistana è stata l'ultima delle forze armate a consentire, nel 2003, l'accesso ai ranghi degli ufficiali per le donne, ma è stata la prima a impiegarle in ruoli di combattimento il personale femminile: le donne possono frequentare l'accademia aeronautica e, dal 2009, qualificarsi per il ruolo di piloti da caccia. La Marina militare del Pakistan ha iniziato a reclutare ufficiali donne dal 1997, ma le impiega unicamente in ruoli sanitari, tecnici o amministrativi.

### Norvegia
Nel 2013 la Norvegia è diventata il primo Paese in Europa e nella NATO ad estendere il servizio militare obbligatorio alle donne.

### Svezia
A partire dal 1980 in Svezia le donne possono prestare servizio nelle forze armate. Nel 2002 il governo svedese ha chiesto all'esercito di considerare di rendere obbligatorio il servizio militare per le donne, decisione attuata a partire dal 2018.

### Stati Uniti d'America
Lo United States Army impiega donne nelle proprie forze armate: uno dei primi corpi fu il Women's Army Corps, il ramo femminile dello United States Army. Fu creato come unità ausiliaria, Women's Army Auxiliary Corps, il 15 maggio 1942 dalla Public Law 554, e successivamente trasformato in stato di servizio attivo nel 1943.
Il WAC fu sciolto nel 1978 e tutte le unità femminili furono inserite nei reparti maschili.
Da allora, le donne dell'esercito americano hanno prestato servizio nelle stesse unità degli uomini, sebbene siano state autorizzate a essere in, o vicino a, situazioni di combattimento dal 1994.

## Lista di reparti femminili
- 1077' reggimento antiaereo (Unione Sovietica)
- Lotta Svärd (Finlandia)
- Amazonian Guard
- Angels of Bataan
- Australian Women's Army Service
- Australian Women's Land Army
- Royal Australian Naval Nursing Service
- Women's Auxiliary Australian Air Force
- Women's Royal Australian Naval Service
- Auxiliary Territorial Service
- Canadian Women's Army Corps
- Royal Canadian Air Force Women's Division
- Women's Royal Canadian Naval Service
- Dahomey Amazons
- Ochotnicza Legia Kobiet
- Rani of Jhansi Regiment
- Guardia Amazzone (Libia)
- Servizio ausiliario femminile (Burma)
- Servizio ausiliario femminile (Polonia)
- Sri Lanka Army Women's Corps
- Swedish Women's Voluntary Defence Service
- Women's Army Corps (USA)
- United States Marine Corps Women's Reserve
- United States Navy Nurse Corps
- SPARS (USA)
- WAVES (USA)
- Women's Auxiliary Air Force
- Women's Royal Air Force
- Women's Royal Army Corps
- Women's Royal Naval Service
- Women's Battalion
- Women's Flying Training Detachment
- Women's Army Volunteer Corp